# 仇姓
仇姓是漢族的姓氏之一，在《百家姓》中排名242，屬于比較冷僻的姓。“仇”字做為姓氏時與“球”同音（漢語拼音：Qiú、注音符號：ㄑㄧㄡˊ；粵語拼音：kau4）。惟於香港及澳門拼音及實際對話中，因民眾大多沒有考究，普遍民眾誤讀曰愁（sau4）。

## 來源
仇姓來源有三種：
1. 九吾氏之後：中國在夏代時，有一個諸侯叫九吾氏，商代時立國，國號為“九”，是為「九侯」、「仇侯」、或「鬼侯」。商纣王時代的「九侯」為商朝三公之一，據說他覺得其女兒很美，於是送入紂王宮中當妃子，紂王收下她之後，洞房花燭夜卻覺得她很醜，不甘受騙，殺了九侯，還把他的屍體處以醢刑[1]。
2. 春秋宋国大夫仇牧之后：依《左傳》1、《韓詩外傳》2記載，宋閔公被其屬下宋萬在蒙澤（今河南省商丘东北）殺死，仇牧聽聞君主被殺，急忙趕到，在門口時遇見宋萬，二人用劍生死搏斗，仇牧不敵被殺。仇牧本姓子，其后人以仇牧的仇字为姓氏。
3. 侯洛齐之後：《魏書》記載，北魏有個中山人叫侯洛齐，被仇氏人家收養為養子，改侯姓為仇，魏太武帝時，因平涼州而官拜内都大官，成為當時的望族。

## 註解
^  注解1：《左傳》于“莊公十二年”內記載:“十二年，秋，宋萬弒閔公于蒙澤，遇仇牧于門，批而殺之，遇大宰督于東宮之西，又殺之，立子游，群公子奔蕭，公子御說奔亳，南宮牛，猛獲，帥師圍亳。”
^  注解2：《韓詩外傳》于“捲第八”記載:“閔公矜此婦人，妬其言，顧曰：“爾虜，焉知魯侯之美惡乎？”宋萬怒，博閔公絕脰。仇牧聞君弒，趨而至，遇之於門，手劍而叱之。萬臂摋仇牧，碎其首，齒著乎門闔。仇牧可謂不畏強禦矣。”

## 延伸阅读
[在维基数据编辑]
 《百家姓》
 《欽定古今圖書集成·明倫彙編·氏族典·仇姓部》，出自陈梦雷《古今圖書集成》

1. ↑  《戰國策•趙策三》：「昔者鬼侯、鄂侯、文王，紂之三公也。鬼侯有子而好，故入之於紂。以為惡，醢鬼侯。」